# Bad Meets Evil
Bad Meets Evil este un duet American de hip-hop compus din rapperii din Detroit Royce da 5'9" (Bad) și Eminem (Evil). Bad Meets Evil s-a format în 1998, datorită prietenului comun al celor doi, Proof. Numele grupului vine de la piesa "Bad Meets Evil" de pe The Slim Shady LP din 1999, în care cânta și Royce da 5'9". Discografia lor constă din patru single-uri și un extended play (EP). În 1999, duetul a lansat două single-uri (care nu fac parte din niciun album), "Nuttin' to Do" and "Scary Movies"; primul a atins locul 36 în topul Hot Rap Songs chart, în timp ce cel de-al doilea a ajuns pe locul 63 în UK Singles Chart și a fost prezent pe coloana sonoră a comediei de groază Scary Movie.
Duetul s-a despărțit după neînțelegeri între Royce și membrii grupului D12 al lui Eminem. Cearta s-a încheiat când Proof, un membru D12 și cel mai bun prieten al lui Eminem, precum și un prieten al lui Royce, a fost ucis în aprilie 2006. După ce grupul lui Royce, Slaughterhouse, a semnat cu casa de discuri fondată de Eminem Shady Records, a urmat o reuniune Bad Meets Evil în EP-ul Hell: The Sequel (2011), care a ajuns pe primul loc în Billboard 200 din SUA și a fost certificată Gold de către Asociația Industriei Înregistrărilor din America (RIAA) și Asociația Australiană a Industriei Înregistrărilor (ARIA). Albumul este în prezent eligibil pentru certificarea de platină în SUA. Single-ul principal al EP-ului, Fast Lane, a ajuns pe locul 32 în Billboard Hot 100, în timp ce cel de-al doilea single, Lighters, cu Bruno Mars, a ajuns pe locul patru în același top. Duetul s-a reunit în 2014 pentru albumul aniversar (de 15 ani) al casei de discuri Shady Records, Shady XV, pentru „Vegas”, iar din nou în 2015 pentru a înregistra două piese pentru filmul sportiv Southpaw, intitulate „All I Think About” și „Raw”. De asemenea, s-a reunit pentru piesa "Not Alike" de pe albumul lui Eminem Kamikaze (2018). Eminem a apărut și pe melodia lui Royce „Caterpillar” de pe albumul său Book of Ryan (2018). Royce a apărut pe albumul lui Eminem Music To Be Murdered By (2020) în trei piese, „You Gon' Learn”, „Yah Yah” și „I Will”. În versurile piesei „Godzilla” de pe același album, Eminem confirmă că duetul este încă activ  („pack heat, but it’s black ink/Evil half of the Bad Meets Evil/Evil, that means take a back seat”).

## Discografie

### EP-uri
| Titlu            | Detalii album                                                                                     | Cea mai bună clasare | Cea mai bună clasare | Cea mai bună clasare | Cea mai bună clasare | Cea mai bună clasare | Cea mai bună clasare | Cea mai bună clasare | Cea mai bună clasare | Cea mai bună clasare | Cea mai bună clasare | Certificări                                   |
| Titlu            | Detalii album                                                                                     | US                   | US R&B/HH            | US Rap               | AUS                  | CAN                  | GER                  | IRE                  | NZ                   | SWI                  | UK                   | Certificări                                   |
| ---------------- | ------------------------------------------------------------------------------------------------- | -------------------- | -------------------- | -------------------- | -------------------- | -------------------- | -------------------- | -------------------- | -------------------- | -------------------- | -------------------- | --------------------------------------------- |
| Hell: The Sequel | - Lansat: 14 iunie, 2011 - Casa de discuri: Shady, Interscope - Formate: CD, digital download, LP | 1                    | 1                    | 1                    | 3                    | 1                    | 20                   | 15                   | 14                   | 5                    | 7                    | - RIAA: Platinum - ARIA: Platinum - BPI: Gold |

### Single-uri
| Titlu                                                                                | An   | Cea mai bună clasare | Cea mai bună clasare | Cea mai bună clasare | Cea mai bună clasare | Cea mai bună clasare | Cea mai bună clasare | Cea mai bună clasare | Cea mai bună clasare | Cea mai bună clasare | Cea mai bună clasare | Certificări                                                        | Album             |
| Titlu                                                                                | An   | US                   | USR&B/HH             | USRap                | AUS                  | CAN                  | GER                  | IRE                  | NZ                   | SWI                  | UK                   | Certificări                                                        | Album             |
| ------------------------------------------------------------------------------------ | ---- | -------------------- | -------------------- | -------------------- | -------------------- | -------------------- | -------------------- | -------------------- | -------------------- | -------------------- | -------------------- | ------------------------------------------------------------------ | ----------------- |
| "Nuttin' to Do"                                                                      | 1998 | —                    | —                    | 32                   | —                    | —                    | —                    | —                    | —                    | —                    | 182                  |                                                                    | Non-album singles |
| "Scary Movies"                                                                       | 1998 | —                    | —                    | —                    | —                    | —                    | —                    | —                    | —                    | —                    | 63                   |                                                                    | Non-album singles |
| "Fast Lane"                                                                          | 2011 | 32                   | —                    | —                    | 57                   | 50                   | —                    | —                    | 35                   | —                    | 66                   | - RIAA: Gold - BPI: Silver                                         | Hell: The Sequel  |
| "Lighters" (cu Bruno Mars)                                                           | 2011 | 4                    | 34                   | 6                    | 17                   | 4                    | 26                   | 11                   | 2                    | 10                   | 10                   | - RIAA: 2× Platinum - ARIA: 3× Platinum - RMNZ: Gold - BPI: Silver | Hell: The Sequel  |
| "—" arată o înregistrare care nu s-a clasat sau nu a fost lansată pe acel teritoriu. |      |                      |                      |                      |                      |                      |                      |                      |                      |                      |                      |                                                                    |                   |

### Videoclipuri
| Titlu                      | An   | Regizor      |
| -------------------------- | ---- | ------------ |
| "Fast Lane"                | 2011 | James Larese |
| "Lighters" (cu Bruno Mars) | 2011 | Rich Lee     |